# Championnat de Bosnie-Herzégovine de football 2024-2025
Navigation
Édition précédente Édition suivante
La saison 2024-2025 du championnat de Bosnie-Herzégovine de football est la 33e édition du championnat de Bosnie-Herzégovine de football (la 25e saison avec toutes les équipes composant la fédération de Bosnie-et-Herzégovine).
Le championnat oppose les douze meilleurs clubs de Bosnie-Herzégovine en une série de trente-trois rencontres, où chaque équipe se rencontre trois fois. Le premier est sacré champion, tandis que les trois derniers sont relégués en deuxième division, comme le championnat suivant sera réduit à dix participants.
Les trois premières places sont qualificatives pour les compétitions européennes (1 place au premier tour de qualification en Ligue des champions 2025-2026 et 2 au premier tour de qualification en Ligue Conférence 2025-2026). Une autre place au deuxième tour de qualification de la Ligue Conférence est garantie au vainqueur de la Coupe de Bosnie-Herzégovine.
Le FK Borac Banja Luka est le tenant du titre, en fin de saison le HŠK Zrinjski Mostar remporte son neuvième titre de champion en terminant à la première place du championnat.

## Participants
- HŠK Zrinjski Mostar
- FK Borac Banja Luka
- FK Željezničar Sarajevo
- FK Sarajevo
- NK Široki Brijeg
- FK Velež Mostar
- FK Igman Konjic
- FK Sloga Doboj
- NK Posušje
- NK GOŠK Gabela
- FK Radnik Bijeljina - promu de D2
- FK Sloboda Tuzla - promu de D2

## Compétition

### Classement
Le classement est établi sur le barème de points classique (victoire à 3 points, match nul à 1, défaite à 0).
Pour départager les égalités si le titre, la qualification européenne ou la relégation est en jeu, on tient d'abord compte des confrontations directes (points, buts marqués, buts marqués à l'extérieur), puis de la différence de buts générale et en dernier recours les deux équipes jouent une rencontre d'appui sur terrain neutre.
Sinon, on tient d'abord compte de la différence de buts générale et du nombre de buts marqués.
| Rang | Équipe                  | Pts | J  | G  | N  | P  | Bp | Bc | Diff |
| ---- | ----------------------- | --- | -- | -- | -- | -- | -- | -- | ---- |
| 1    | HŠK Zrinjski Mostar     | 82  | 33 | 26 | 4  | 3  | 74 | 17 | +57  |
| 2    | FK Borac Banja Luka T   | 81  | 33 | 26 | 3  | 4  | 58 | 13 | +45  |
| 3    | FK SarajevoC            | 65  | 33 | 18 | 11 | 4  | 57 | 24 | +33  |
| 4    | FK Željezničar Sarajevo | 65  | 33 | 20 | 5  | 8  | 55 | 38 | +17  |
| 5    | NK Široki Brijeg        | 46  | 33 | 13 | 7  | 13 | 43 | 46 | -3   |
| 6    | FK Sloga Doboj          | 44  | 33 | 13 | 5  | 15 | 35 | 45 | -10  |
| 7    | FK Velež Mostar         | 42  | 33 | 10 | 12 | 11 | 45 | 39 | +6   |
| 8    | FK Radnik Bijeljina P   | 40  | 33 | 12 | 4  | 17 | 44 | 52 | -8   |
| 9    | NK Posušje              | 37  | 33 | 10 | 7  | 16 | 36 | 41 | -5   |
| 10   | FK Igman Konjic         | 29  | 33 | 8  | 5  | 20 | 30 | 66 | -36  |
| 9    | NK GOŠK Gabela          | 16  | 33 | 4  | 4  | 25 | 28 | 76 | -48  |
| 11   | FK Sloboda Tuzla P      | 7-3 | 33 | 1  | 7  | 25 | 21 | 71 | -50  |

Qualifications européennes
Ligue des champions 2025-2026
- 1er : 1er tour de qualification

Ligue Conférence 2025-2026
- C : 2e tour de qualification

- 2e et 4e : 1er tour de qualification

Relégation
- 10e au 12e : relégation en Prva Liga

Abréviations
- Le FK Sloboda Tuzla a une pénalité de trois points, les joueurs ayant quittés le terrain lors d'un match pour protester contre une décision arbitrale [2].

- Cette saison il y a trois relégation pour une seule promotion afin de ramener le championnat suivant à dix équipes[3].

- Le FK Sarajevo est qualifié pour le deuxième tour de la Ligue Conférence 2025-2026 en tant que vainqueur de la Coupe de Bosnie-Herzégovine 2024-2025[4], le quatrième est donc qualifié pour le premier tour de cette compétition.

## Bilan de la saison
| Championnat de Bosnie-Herzégovine de football 2024-2025                        |                                |
| Champion                                                                       | HŠK Zrinjski Mostar (9e titre) |
| Dauphin                                                                        | FK Borac Banja Luka            |
| Coupes et trophées                                                             |                                |
| Vainqueur de la Coupe de Bosnie-Herzégovine 2024-2025                          | FK Sarajevo                    |
| Qualifications continentales                                                   |                                |
| Ligue des champions de l'UEFA 2025-2026                                        | HŠK Zrinjski Mostar            |
| Ligue Conférence 2025-2026                                                     | FK Borac Banja Luka            |
| Ligue Conférence 2025-2026                                                     | FK Željezničar Sarajevo        |
| Ligue Conférence 2025-2026                                                     | FK Sarajevo                    |
| Promotions et relégations                                                      |                                |
| Promus en Championnat de Bosnie-Herzégovine de football                        | FK Rudar Prijedor              |
| Relégués en Championnat de Bosnie-Herzégovine de football de deuxième division | FK Igman Konjic                |
| Relégués en Championnat de Bosnie-Herzégovine de football de deuxième division | NK GOŠK Gabela                 |
| Relégués en Championnat de Bosnie-Herzégovine de football de deuxième division | FK Sloboda Tuzla               |